# 오토 륄레

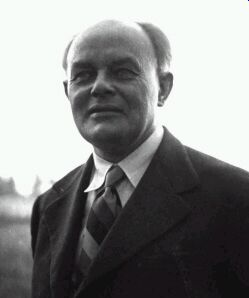
오토 륄레

오토 륄레(Otto Rühle, 1874년 10월 23일 - 1943년 6월 24일)는 알프레트 아들러의 제자이며 1차, 2차대전에 반대했던 독일의 마르크스주의자였다. 그는 카를 리프크네히트, 로자 룩셈부르크, 프란츠 메닝(Franz Mehring)과 함께 Internationale이라는 잡지의 창간자였으며 여기에서는 전쟁 국가들에 맞서서 프롤레타리아 국제주의를 고수했고, 스파르타쿠스 동맹에도 관여했다.
스파르쿠스단은 레닌주의에 반대하는 입장을 취했으며, 볼셰비키에 의해 비일관적이라고 비판받았다. 카를 리프크네히트와 로자 룩셈부르크가 1919년 독일 혁명에 관여한 이유로 살해 되었지만, 륄레는 독일 노동운동의 좌익 반대파에 참여하며 살아갔으며, 볼셰비키에 대한 공산주의자의 입장에서의 초기 비판과, 파시즘에 대한 초기 비판을 개발하기 시작했다. 륄레는 소련을 서구의 국가 중심의 자본주의와 많은 공통점이 있을뿐만 아니라, 파시즘과 밀접하게 관련되어 있는 것으로써 간주했다.
| “ | 이것은 다른 자본주의 독재국가를 위한 모델이 되었다. 이데올로기적 다양성은 실제로 사회경제적 체제의 다양성을 만들어 내지 않았다. | ” |

그는 레닌주의 정당을 차르 체제를 끝내기 위해 적합한 것으로 보았지만, 프롤레타리아 혁명을 위한 것으로서는 적절하지 않다고 생각했다. 따라서 볼셰비키의 실제 의도가 무엇이든, 그들이 실제로 성공한 것은 프롤레타리아 혁명보다 유렵의 부르주아 혁명과 훨씬 비슷했다.
| “ | 몸과 머리, 지식인과 노동자, 장교와 사병의 구별, 이는 계급 사회의 이중성에 해당한다. 한 계급은 지배하기 위해 교육되지만, 다른 계급은 복종하기 위해 교육된다. 레닌의 조직은 부르주아 사회의 복제품에 불과하다. 그의 혁명은 이 과정에 수반되는 주관적인 목표와 무관하게, 이런 계급 관계를 구체화한 사회 질서를 창조하는 힘에 의해 객관적으로 결정되었다. | ” |

륄레는 정당을 혁명적 조직의 형태로 파악하는 관점을 비판했으며 "혁명은 정당의 일이 아니다"라고 언급했다. 그는 노동자 평의회의 중요성을 강조한 평의회 공산주의의 접근 방식을 지지했다. 그는 1921년 10월 Allgemeine Arbeiter-Union – Einheitsorganisation를 설립하는 것에도 참여했다.
폴 매틱은 Anti-Bolshevik Communism에서 륄레를 다양한 "공식적" 구조로 굳어져가는 독일 노동운동에서 모범적인 급진적 인물이라고 묘사했다. 노동운동에서 레닌주의적 공산당, 민주주의에서 파시즘에 이르기까지 그는 이들과의 적대감에 의해 영원한 외부인이었다.
륄레는 모스크바 재판에서 트로츠키에 씌여진 모든 혐의를 제거한 듀이 의원회의 회원이었다.
륄레는 칼 마르크스트의 전기 Karl Marx: His Life and Works를 쓰기도 했다.
그는 1921년 유대계 독일인 이자 페미니스트였고 심리학자였던 앨리스 게스텔과 결혼했다.
그녀는 그와 함께 멕시코로 향했고 1943년 6월 24일, 륄레가 사망한 날에 자살한다.

## 같이 보기
- 반레닌주의
- 국가자본주의
- 좌파공산주의
- 평의회주의